# USLTA Atlantic City 1973
Lo USLTA Atlantic City 1973 è stato un torneo di tennis giocato sul sintetico e sull'erba. È stata la 1ª edizione del torneo, che fa parte Women's International Grand Prix 1973. Si è giocato ad Atlantic City negli USA, dal 30 luglio al 5 agosto 1973.

## Campionesse

### Singolare
Chris Evert ha battuto in finale  Marita Redondo con il punteggio di 6–2, 7–5

### Doppio
Chris Evert /  Marita Redondo hanno battuto in finale  Ilana Kloss /  Pat Walkden con il punteggio di 6–4, 6–4